# Carpiano
Carpiano – miejscowość i gmina we Włoszech, w regionie Lombardia, w prowincji Mediolan.
Według danych na rok 2004 gminę zamieszkiwały 2412 osoby, 141,9 os./km².